# Autorský zákon (Česko, 2000)
Autorský zákon je zkrácený název zákona číslo 121/2000 Sb., o právu autorském, právech souvisejících s právem autorským a o změně některých zákonů, který Parlament České republiky přijal 7. dubna 2000 a který nabyl účinnosti dnem 1. prosince roku 2000.
Tento zákon řeší autorské právo a právní problémy s ním související. Český autorský zákon vychází z principů kontinentálního práva, přičemž se kromě českého tradičního pojetí orientuje zejména na německé a francouzské pojetí autorských práv. Je samozřejmé, že základním stavebním kamenem tohoto zákona je právo Evropské unie a mezinárodní smlouvy, které Česká republika ratifikovala. Zákonodárce musel nutně přihlížet k základním mezinárodním smlouvám jako je Bernská úmluva, ale i k novým skutečnostem, které souvisí s přijetím České republiky do EU, zde je základním dokumentem především tzv. Evropská dohoda (č. 7/95 Sb.) a několik dalších evropských směrnic (především Směrnice Rady 93/83/EHS, dále pak Směrnice Rady 91/250/EHS, Směrnice Rady 92/100/EHS atp.). Po přijetí zákona byla publikována další klíčová směrnice (2001/29/ES), jejíž znění sice nebylo v době přijetí a navrhování tohoto zákona známo, ale o jejíchž principech se již delší dobu diskutovalo, a proto se mohly v tomto zákoně odrazit.
Zákon tak v době přijetí odpovídal stavu evropské legislativy a pokoušel se nekolidovat s připravovanými předpisy jak evropskými, tak českými, což se nepodařilo zcela, a některé věci si vynutily několik drobných úprav (novelizací). V České republice tento zákon zrušil již zastaralý a v některých ohledech, díky několika podstatným novelizacím, i nesourodý autorský zákon č. 35/1965 Sb. (tomu předcházel zákon č. 115/1953 Sb. a jemu zase zákon č. 218/1926 Sb., který nahradil první autorský zákon č. 197/1895 ř. z.).
Protože tento zákon musel odrážet některé evropské vlivy, ale zároveň musel plynule navázat na předchozí autorský zákon, vznikla dost komplikovaná situace. Předchozí zákon totiž vycházel z principu, že majetková a osobnostní práva jsou neoddělitelná, zatímco kontinentální právo vychází z dualistického (tedy oddělitelného) pojetí těchto práv. Tento zákon se přiklonil k dualistické představě, ale na některých místech to činí (stejně jako kontinentální právo) nedůsledně, proto ne všichni odborníci hovoří o dualismu.

## Obsah zákona
Nejzákladnější informací jsou informace o tom čeho a koho se zákon týká. Z § 1 je patrné, že cílem zákona je chránit především práva autora a ostatních zúčastněných osob. Zároveň je zde řešena ochrana autorských práv a jejich kolektivní správa. Druhou, neméně důležitou věcí, je určení, koho se tento zákon týká, což je ošetřeno § 107. Ten říká, že se tento zákon vztahuje na všechna díla a umělecké výkony výkonných umělců uveřejněná občany České republiky, ať byla uveřejněna kdekoli. U občanů jiných států je toto řízeno mezinárodními smlouvami. Zákon se dále vztahuje na díla prvně uveřejněná v ČR, případně pokud má autor či právnická osoba v ČR bydliště, resp. sídlo. Díla cizích státních příslušníků nemohou mít delší ochranu, než je tomu v zemi původu díla.[zdroj?]

### Dílo
Pro výklad zákona je stěžejní ujasnit si pojmy, v tomto případě jde především o pojem dílo a autor. Dílo, které je předmětem ochrany autorského práva je paragrafem 2 definováno jako jakkoli vnímatelné dílo, které je výsledkem jedinečné tvůrčí činnosti fyzické osoby (autora). Z hlediska tohoto pojetí vznikají složité otázky především u děl z kartografie, kde je prostor pro vlastní tvůrčí činnost velmi malý. Obecně lze tvrdit, že téměř každé dílo, vyjma počítačových programů, splňuje tuto podmínku. Paragraf 2 pak v odstavcích 2 až 5 jmenuje díla, kterým uměle (fiktivně) přiznává statut díla, ačkoli nesplňují předchozí definici a určuje podmínky za jakých jim ochrana tímto zákonem přísluší (počítačový program, fotografie a databáze, překlad, atd.). Tzn. že přidává k definici další věci, které pak považuje, za splnění jistých podmínek, z hlediska tohoto zákona, za dílo. Tento stav koresponduje se stavem práva EU a řeší tak pomocí právnické konstrukce mj. i problémy softwarových patentů. Problematika počítačových programů je dále řešena § 65, kde je jasně řečeno, že počítačový program (včetně přípravných a koncepčních materiálů) je tímto zákonem chráněn, nejsou jím však chráněny myšlenky, principy, ani žádná technická řešení (tuto ochranu je možno zajistit na základě obchodního zákoníku zejména § 17 – 20). Tato idea je v souladu se směrnicí rady ES 91/250/EHS, ale i s tradičním chápáním autorských práv v kontinentálním právu. Z hlediska tohoto zákona je rovnocenně chráněn jak samotný program, tak zdrojový kód. Na počítačové programy se také vztahuje § 58 (zaměstnanecké dílo). V zákoně dále nalezneme několik atypických typů děl, s nimiž se lze setkat a pro něž platí některé zvláštnosti: tím je především zaměstnanecké dílo (§ 58), kde je největší zvláštností, že zaměstnavatel zpravidla vykonává majetková práva, školní dílo (§ 60 a § 35 odstavec 3), dílo vytvořené na objednávku a soutěžní dílo (zde především § 61), audiovizuální dílo (§ 62). V souvislosti s § 58 je nutno upozornit, že jeho ustanovení je nutno chápat v souvislosti s řadou dalších zákonů (§ 557 a 558 obchodního zákoníku a zákoníkem práce). Důležitým typem děl je dílo kolektivní (§ 59), které je definováno tak, že se na něm podílí více autorů, kteří jej vytváří z podnětu toho, kdo jej pod svým jménem bude publikovat. Příspěvky jednotlivých autorů nemají povahu samostatného díla, kolektivním dílem nemohou být díla audiovizuální. Tzn. jedná se např. o obraz kreslený více lidmi, nebo o článek, kde by v případě oddělení jednotlivých příspěvků nevznikal smysluplný text. Velmi atypickým dílem je tzv. databáze, což je dle § 88 soubor nezávislých děl, údajů nebo prvků, které jsou nějakým způsobem uspořádány. V § 88 jsou definována pouze práva databáze jako celku a pořizovatele databáze (§ 89). Databáze pak může být složena buď z autorských děl, pak se na tato jednotlivá díla vztahuje tento zákon také, nebo z děl nepodléhající autorskoprávní ochraně. Obdobně jako dílo je chráněn i umělecký výkon, na který se tento zákon také vztahuje (§ 67). Umělecký výkon je chápán jako nějaký výkon umělce tj. např. tanec, zpěv atp., kterým provádí nějaké umělecké dílo. To znamená, že musí předvádět dílo tak, aby se v něm objevila jeho osobní tvůrčí činnost (§ 2 odstavec 1), není důležité, jestli převáděné dílo podléhá ochraně (pokud takové ochraně podléhá, nesmí výkonný umělec narušit práva autora). Vyjma toho je za výkon umělce považováno artistické číslo, což má původ v Římské smlouvě (článek 9), která ponechává na jednotlivých státech, zda budou či nebudou artistická čísla chránit.
V obecné rovině zákon přiznává stejnou ochranu nejen pro dílo dokončené, ale i pro jeho části a i pro jednotlivé fáze jeho vzniku (§ 2 odstavec 3). Naopak § 3 stanovuje, na co se autorské právo nevztahuje, ačkoli tato díla splňují základní definici, což je děláno ve veřejném zájmu a v souladu s Bernskou úmluvou (čl. 2 odst. 4). Jedná se o úřední díla (v písmenu a je uvedeno několik základních příkladů, ale nejedná se o úplný výčet, jak se mnohdy lidé mylně domnívají), díla lidové kultury (zde je podmínkou užití takového díla tak, aby nedošlo ke snížení jeho hodnoty). V původním zákoně byly i přímo vyloučeny politické projevy a projevy přednesené na úřadech (zákon ponechával autorovi právo na souborné vydání), ale od tohoto pojetí se v novelizaci č. 216/2006 Sb. platné od 21. května 2006 upustilo a politický projev nyní spadá pod úřední a zpravodajskou licenci (§ 34 písm. d), toto pojetí taktéž nezasahuje do práva na souborné vydání, ale je z hlediska práva čistějším a elegantnějším řešením.
Vzhledem k tomu, že autorskoprávní legislativa nevznikala v dostatečné součinnosti s vědeckými obory teorie komunikace a taxonomie umění, odpovídají poznatkům vědy definice díla a vymezení souvislostí s jeho užitím mnohdy v textu autorského zákona jen částečně. V běžné praxi je to zdrojem zbytečných problémů, vede to na jedné straně k řešením formálním, násilným a druhé k situacím neřešitelným. 

### Autor a ostatní účastníci autorskoprávních vztahů
Neméně důležité je ujasnit co, resp. kdo je autor a další osoby vstupující do autorskoprávních vztahů, toto zákon činí v několika paragrafech. Pojem autor je definován § 5, který říká, že autorem je fyzická osoba, která dílo vytvořila, nebo v případě souborných děl (resp. databází) uspořádala či vybrala, což je ale nutno činit „tvůrčím způsobem“, protože jinak by nešlo o autora, ale plagiátora. V případě souborných děl či databází je třeba mít na zřeteli, že práva jednotlivých autorů nepřechází na databázi (souborné dílo) pokud jsou předmětem ochrany. Zde je jeden ze základních rozdílů mezi právem kontinentálním a anglo-americkým, kde může být autorem i právnická osoba. V evropském právu (v ČR dle tohoto zákona) může právnická osoba nabýt jen majetková práva k dílu. V § 8 je pak stanoveno, co mohou či nemohou spoluautoři a kdo je a kdo není spoluautorem a jak se stanovuje podíl na ziscích z díla. Ze zákona vyplývá, že spoluautorství je možné pouze ve stejném oboru lidské činnosti (spoluautory tedy nejsou např. fotograf a spisovatel, protože jde o dvě různá autorská díla, která mohou být spojena v majetkových, ale nikoli osobnostních právech). Zároveň je zde stanovena zásada jednomyslného rozhodování a možnosti obrany proti bezdůvodné zvůli jednoho ze spoluautorů. U autorů audiovizuálních děl je podle § 63 autorem režisér.
Do autorskoprávních vztahů vstupuje ještě tzv. pořizovatel databáze, který je definován § 89 jako fyzická nebo právnická osoba, která na svou odpovědnost pořídí či nechá zřídit databázi a pořizovatel pak vykonává majetková práva k databázi. V případě, kdy není jasné, kdo nechal databázi pořídit, je rozhodující právě fakt, že by vždy mělo být jasné, kdo vykonává majetková práva.
K pojmu autora se ještě vztahuje pojem výkonný umělec, což je fyzická osoba, která tvoří umělecký výkon, např. herec, zpěvák, tanečník, atp. (§ 67).
Dalším případem, na který zákon pamatuje jsou díla anonymní a pseudonymní (§ 7), kde je zcela v souladu s mezinárodním právem zakázáno zveřejnit jméno autora anonymně či pseudonymně zveřejňovaného díla (§ 7 odst 1). Mimo to tento paragraf říká, že taková díla právně spravuje osoba, která je prvně uveřejnila a to do té doby než se autor veřejně přihlásí.
Ohledně autorství, ačkoli již trochu mimo definici autora je v zákoně zakotven (§ 6 a § 82) velmi důležitý princip, jehož cílem je posílit právní jistotu a vychází z Bernské úmluvy (čl. 15 odst. 2). Tímto krokem je snaha definovat autora pomocí tzv. vyvratitelné domněnky. Za autora je pak považován ten, kdo je na díle uveden, pokud není prokázán opak.

### Práva
Hlavní náplní zákona jsou samozřejmě práva. Pojem autorských práv je velmi široký, některé právní nároky jsou často v mnoha diskusích zpochybňovány jako něco nemorálního. Často bývá diskutována nutnost změny pojetí autorských práv. To je zpravidla jediné, na čem se shodují téměř všichni, otázkou je, jakým způsobem je třeba tato práva měnit. Kritika se často opírá o vznik nových technologií, jejich potřeb a s nimi spojenými novými licencemi. S tímto voláním po uvolnění je často spojena neochota dodržovat přirozená práva autora a nepochopení faktu, že pro mnoho lidí je taková tvorba obživou. Pokud se hovoří o změně, je relativně běžné dovolávat se amerického způsobu autorské ochrany. Americký způsob ochrany však vedl ke vzniku softwarových patentů, které rovněž mnoho lidí považuje za amorální. V mnoha ohledech je však změna práva skutečně nutná a to především v takových ohledech, které v celé Evropě umožní vyřešit problémy spojené s bezplatnými licencemi, dále pak vyřeší otázky spojené s určením rozhodného práva. Cestou k tomu je poskytnutí větší smluvní volnosti, která je pro tyto potřeby v tomto zákoně nedostatečná a to v tom ohledu, že autor nemůže na základě své vůle dílo udělat volným. Co se otázky rozhodného práva týče, nespadá do kompetence tohoto zákona. Zákon, kvůli nemožnosti udělat dílo volné, může za určitých situací chránit autora, aniž by si to přál. Na druhou stranu je nutné, aby chráněná díla byla skutečně respektována a tedy je nutné uvést autorský zákon více do praxe. Častou námitkou proti uvolnění práv tímto směrem je, že již nynější stav je nemožné uhlídat a pokud se zvolí volnější cesta, nedomůžou se autoři svých práv vůbec. Proto také v celosvětovém měřítku dochází k posílení moci majitele práv, který má právo požadovat na státních úřadech stále více informací (např. § 42). Ohledně problému porušování práv tak dochází k uzavírání značného množství mezinárodních smluv, které se velmi často zaměřují spíše na prosazení stávajících práv, anebo se v některých případech pohybují mimo reálné možnosti. Dalším kritizovaným prvkem je doba trvání majetkových práv, ke zkrácení této doby však existuje velmi málo relevantních důvodů. Často se v tomto ohledu hovoří o tlaku velkých společností, ale argumenty většinou směřují k věcem jako je zájem společnosti, kritika toho, že velké společnosti bohatnou, atp. To však není a nemůže být důvod ke změně dědických práv a vývoj autorských zákonů jistě nebude směřovat směrem ke zkrácení dědických dob. Nastavení vychází i z úvahy, že autorových plodů může využívat každá osoba, která žila v době smrti autora a autor jí tudíž mohl svá práva odkázat.

#### Vznik autorských práv
Co se faktických práv týče, je nutné si uvědomit, jak autorské právo vzniká, protože i zde lze najít několik možných koncepcí vzniku takovéhoto práva. Kontinentální a v poslední době i anglo-americké právo přiznává vznik tohoto práva automaticky se vznikem díla, tzn. autor nemusí nic dělat a právo samovolně vzniká při vzniku díla. Není teda třeba žádné registrace ani na vyhrazení práv upozorňovat. Je tedy zbytečné psát, že všechna práva jsou vyhrazena, protože všechna práva jsou vyhrazena zcela automaticky. K tomu se váže jediná výjimka, kterou je ustanovení § 34 c (tzv. zpravodajská licence), ta umožňuje pro jisté situace užít některá díla, pokud to není zakázáno, proto to ve zcela výjimečných případech může mít význam. Obecně však platí, že na práva není třeba nijak upozorňovat, prostě jsou. Toto je vyjádřeno § 9, který identicky pro zvukový záznam doplňuje § 75. Toto bývá často chybně vykládáno, proto je třeba upozornit na fakt, že podmínkou není ani zveřejnění díla, ale jeho vznik. Tento princip vychází z kontinentálního pojetí práva a rozhodně to není samozřejmostí na celém světě (např. v některých státech USA) a není to ani jediný možný fungující způsob. Mezinárodně takovéto chápání vzniku autorských práv potvrzuje všeobecné úmluvy o právu autorském z roku 1952. Některým internetovým licencím a požadavkům by spíše vyhovoval princip, kdy platí, že pokud není upozorněno práva nejsou, ale tento princip vede k problémům s tvrzeními, že to tam dříve nebylo, proto je nutná registrace, což znepříjemňuje autorům život.

#### Zánik autorských práv
Se vznikem práva souvisí i jeho zánik, který je v mnoha ohledech velmi zajímavý. Z hlediska českého autorského zákona (§ 28) je jediným způsobem zániku autorských práv jejich vypršení, tzn. práv se nelze vzdát. Vypršením práv se dílo stává dílem volným (§ 28).
Doba vypršení práv je u jednotlivých typů děl různá, základní úpravu této problematiky nalezneme v § 27, dle kterého majetková práva trvají během autorova života a 70 let po jeho úmrtí, v případě spoluautorů pak 70 let po smrti posledního spoluautora. U audiovizuálních děl práva trvají 70 let po smrti posledního z těchto profesí režiséra, autora scénáře, autora dialogů a skladatele hudby.
Pro anonymní či kolektivní dílo se doba 70 let počítá od vydání, pokud je dílo vydáno ve více svazcích atp. (např. slovník) počítá se tato doba (70 let) pro každý svazek zvlášť (§ 27).
V § 28 je stanoveno, že majetková autorská práva přísluší každému, kdo zveřejní volné, ještě nezveřejněné dílo a to na 25 let, tím nezískává práva osobnostní, ale pouze majetková.
Majetková práva výkonného umělce trvají 50 let, v případě, že dojde ke zveřejnění záznamu tohoto výkonu, trvají 50 let od zveřejnění tohoto záznamu (§ 73). Stejné pravidlo platí i pro výrobce zvukového (§ 77) a u zvukově obrazového záznamu (§ 81). U vysílatele toto právo trvá 50 let od prvního vysílání (§ 85).
Také nakladatel má právo na odměnu v případě, že dojde k vytvoření rozmnoženin jím vydaného díla, toto právo trvá 50 let (§ 87).
Právo pořizovatele databáze trvá 15 let od prvního veřejného zpřístupnění, pokud však dojde k podstatnému rozšíření či změně databáze počítá se tato doba od této změny.

#### Autorská práva
Pro chápání jednotlivých práv je nutno chápat, že se jedná o práva dvojího druhu, jednak o tzv. práva osobnostní (morální) a majetková. Práva osobnostní lze tedy chápat jako nároky morálního charakteru, které by neměly být nikomu odpírány a jsou spojeny s osobností autora, tato práva nelze tedy na nikoho převádět ani je dědit (např. právo osobovat si autorství).
Druhým typem práv jsou práva majetková, ta jsou také nepřevoditelná a jsou předmětem dědictví. Tato práva jsou v různých systémech různě oddělena, lze je chápat monisticky (tato práva jsou pevně spojena v jeden celek), což činil, nebo se k tomu blížil např. předchozí autorský zákon č. 35/1965 Sb. nebo dualisticky (tato práva jsou oddělena), k čemuž se velmi blížil zákon č. 115/1953 Sb. Tento zákon lze označit jako nedůsledně dualistický, někteří právní teoretici ho označují jako quasidualistický, což ale není přesné. Toto pojetí práv vychází jednak z nutnosti právní kontinuity s předchozím autorským zákonem (č. 35/1965 Sb.) a z moderního pojetí kontinentálního práva. Práva však nejsou oddělena zcela a toto oddělení, tak jak je v tomto zákoně prezentováno je spíše právnickou konstrukcí, ta je v souladu s kontinentálním právem, ale není přirozeným hledáním práva.
V obecných ustanoveních o autorských právech (§ 9) je, zejména odstavcem dva a tři, vyjádřena vůle po oddělení majetkových a osobnostních práv. Tyto odstavce ukazují, že osobnostní a majetková práva jsou na sobě nezávislá. Odstavec 2 říká, že autorské právo trvá i po zničení věci. Je nutno zdůraznit, že taková formulace se v českém autorském právu objevuje prvně, tímto problémem se doposud zabývala pouze právní teorie. Paragraf 10 rozděluje, nedůsledně dualistickým pojetím, autorská práva na práva osobnostní a práva majetková. Tato práva netvoří zcela samostatnou kategorii a jsou vždy v nějaké spojitosti s právy majetkovými, což platí i naopak. Paragraf 11 přisuzuje autorům právo rozhodnout o prvním zveřejnění svého díla, které je § 4 chápáno jako první zpřístupnění veřejnosti (nebo její části). Oprávněné znamená se souhlasem autora. Dalším osobnostním právem autora je nejen právo osobovat si autorství včetně rozhodnutí, jak bude jeho autorství uvedeno, ale i na nedotknutelnost díla. Odstavec 3 § 11, pak říká, že užití díla jinou osobou se nesmí dít způsobem, který snižuje hodnotu autorova díla. Práva zde uvedená jsou pouze příklady, neznamená to, že se autor nemůže domáhat dalších osobnostních práv. V odstavci 4 je pak napsáno, že se těchto práv (všech osobnostních) autor nemůže vzdát, tzn. že pokud tak učiní např. smlouvou je tato na základě § 39 občanského zákoníku neplatná. Po smrti autora tato práva zanikají, tudíž nejsou předmětem dědictví. Dílo pak smí být užíváno pouze způsobem nesnižujícím jeho hodnotu a musí být uveden autor (výjimkou je dílo anonymní). Toto pojetí osobnostních práv je v kontinentálním právu zcela běžné, ale v anglo-americkém právu jsou osobnostní práva autora podstatně omezena, resp. není jim přisuzován takový význam. Z tohoto rozdílu plyne velké množství odlišností, které mezi těmito dvěma systémy existují. Toto ustanovení platí i po uplynutí majetkových práv, která jsou definována následujícími paragrafy.
Majetková práva jsou také nepřevoditelná, autor se jich nemůže vzdát a jsou předmětem dědictví (§ 26). Za nejzákladnější majetkové právo autora lze považovat právo dílo užít a udělit oprávnění někomu jinému k užití díla. Dále pak právo na odměnu (§ 49) a právo, které mu dává § 24 a který ukládá při opětovném (tzn. osoba na níž majetková práva převedl prodává dílo dále) prodeji originálu uměleckého díla, právo na další odměnu, kterou stanoví příloha autorského zákona.
Co znamená dílo užít, definuje § 12. I toto právo je nepřevoditelné, autor pouze může někomu udělit oprávnění dílo užít, tím jeho právo nezaniká, jen je povinen nebránit zásahu do svých práv ve smyslu stanoveném smlouvou. Dále v tomto paragrafu nalezneme povinnosti obou stran plynoucí z tohoto aktu. Autor má právo na přístup k dílu, ale nikoli na vydání věci (originálu). S tímto je spojen třetí odstavec § 9, který říká nesmírně důležitou věc a to, že ziskem vlastnického práva k věci nový majitel nenabývá právo věc užít, pokud není určeno něco jiného (a to ať již zákonem nebo smlouvou). Toto je velmi zásadní sdělení, zákonodárce měl patrně na mysli, že vlastnictvím nevznikají subjektu práva autorská, což zákon dává najevo několikrát. Zde však říká, že tato práva (vyjma pro svoji potřebu) nesmí užít, to znamená, že k jakémukoli užití nad rámec osobních potřeb je třeba uzavřít smlouvu. Zákon nevyžaduje smlouvu písemnou. Právo užít tedy neznamená nabýt věc fyzicky, ale znamená to oprávnění, využít díla, především ekonomicky, ve svůj prospěch. Paragraf 12 pak v odstavci 4 jmenuje jednotlivá práva věc užít. Tato práva jsou dále rozvedena v následných paragrafech. Tento výčet je dle odstavce 5 pouze demonstrativní, ohledně demonstrativnosti tohoto výčtu panovala řada sporů, které ukončila až novelizace č. 216/2006 Sb. platná od 21. května 2006, která přímo uvádí, že jde o výčet demonstrativní.
Právo dílo užít je dílo rozmnožit (§ 13), tzn. vytvořit takové kopie (kopii). Před novelizací zde bylo uvedeno, že jde o rozmnožení díla s cílem zpřístupnit ho veřejnosti. Z této definice plynulo, že do této kategorie nespadalo vytváření kopie pro vlastní potřebu. Protože evropské právo jednoznačně směřovalo k takovému pojetí, které i tuto kopii považovalo za rozmnožování, byla definice změněna vypuštěním části o zpřístupnění, čímž se začalo jednat o jakoukoli kopii. Druhým právem věc užít je právo originál či jeho rozmnoženiny rozšiřovat (§ 14). Rozšiřování je chápáno jako zpřístupnění díla v „hmotné podobě“ převodem vlastnického práva k originálu nebo k rozmnoženině. Zároveň zákon říká, že prvním převodem vlastnického práva je toto právo tzv. vyčerpáno. Dále pak jsou definována práva na pronájem (§ 15), půjčování (§ 16), vystavování (§ 17), tato práva jsou opět vázána na hmotnou podobu. S vystavováním souvisí ještě § 39, který vlastníkovi originálu či rozmnoženiny umožňuje dílo vystavovat, pokud nebylo při převodu práv toto výslovně zakázáno. Paragraf 18 se zabývá tzv. „sdělováním díla“ veřejnosti, což je jeho zpřístupnění díla v nehmotné podobě (Internet, televize, apod.), s tím souvisí nutnost definovat další pojmy a povolit jim toto provádět, což se děje v § 19 pro živé provozování (divadlo, koncert) a v § 20 pro provozování takového vystoupení ze záznamu. Paragrafy 19 a 20 se netýkají televizního a rozhlasového vysílání, tento způsob zpřístupnění díla je řešen § 20–23. Paragrafem 23 končí paragrafy, které přímo hovoří o právu dílo užít.
Za užití díla pak zákon nepovažuje užití díla pro osobní potřebu fyzické osoby (§ 30). Zde je nutno zdůraznit, že z tohoto užití nesmí mít fyzická osoba přímý ani nepřímý finanční prospěch. Dále je stanoveno, že do práva autorského nezasahuje ten, kdo jej užije za účelem předvedení zákazníkovi, nebo ten kdo jej opravuje, dále pak ten, kdo si pro svou potřebu vytvoří kopii díla, pokud se nejedná o kopii databáze, architektonického díla stavbou, počítačového programu či oficiálně nevydaného audiovizuálního díla. Užití těchto děl byť pouze pro osobní potřebu je chápáno jako porušení výlučných autorských práv. Porušení práv není úprava počítačového programu, je-li to nutné pro jeho použití k účelu, k němuž byl stanoven (§ 66). V tomto paragrafu jsou upraveny ještě další omezení práv autora k počítačovému programu. Jako porušení autorských práv je také chápána jakákoli činnost, která vede k odstranění jakéhokoli prostředku sloužícího k ochraně díla (§ 43). Není tedy protizákonné jen odstranění této ochrany, ale i dovážení, vývoj pomůcek, nebo i návod vedoucí k tomuto odstranění. Není zde rozdíl mezi tím, zda taková činnost vede k obohacení nebo ne. Dále zákon jako porušení výslovně zmiňuje odstranění jakýchkoli informací, které mohou vést k identifikaci díla, je zároveň zásahem do práv taková díla šířit či sdělovat veřejnosti (§ 44), mimo to je jako porušení chápáno i použití stejného názvu nebo i postav, pokud by se tak dělo způsobem, který by mohl vést k záměně takových děl.
Specifická situace nastává u výkonných umělců, kteří vykonávají svoje dílo společně (orchestr), jejich práva pak dle § 68 musí obhospodařovat společný zástupce (umělecký vedoucí tělesa). Jinak jsou práva výkonného umělce prakticky stejná s právy ostatních autorů (§ 69–71 a § 74, kde je nikoli taxativně vypsáno co se z předchozích ustanovení na ně vztahuje).
Pokud autor poskytuje někomu jinému (nabyvateli) právo dílo užít, pak tak činí pomocí licence. Taková licence se v předchozí úpravě autorského zákona nazývala autorská licence. V tomto zákoně se s cílem sjednotit pojmy od tohoto označení upustilo. Základní ustanovení pro licence podle autorského zákona nalezneme v § 46 (§ 57 pak říká, že věci platné pro licence se vztahují i na podlicenční smlouvy), který ukládá základní povinnosti smluvním stranám. Je zde smluvním stranám dávána značná volnost a vyjma licence výhradní není vyžadována smlouva písemná, písemná forma je vyžadována ještě v některých případech audiovizuálních děl (§ 63 a 64). Přestože není písemná smlouva vyžadována je v mnoha případech rozhodně vhodnější formou. Přestože volnost licencí vzrostla, nelze se vzdát svých práv a je zakázáno poskytnout oprávnění k užití, které není v době uzavření známo. Dále je, pokud není sjednáno jinak, předpokládán autorův nárok na odměnu, toto je dále rozvedeno § 49, kde je tato problematika rozvedena velmi podrobně a jednoznačně směřuje k přiznání přiměřené odměny. Dalším podstatným bodem je povinnost nabyvatele smlouvu užít (není-li stanoveno jinak), pokud by nabyvatel této povinnosti nevyužil může autor od smlouvy, za předpokladů definovaných § 53 odstoupit. Odstoupit od licence je za autora možné ještě podle § 54 (pro změnu přesvědčení) i zde jsou stanoveny podmínky, které nutí autora k serióznímu jednání a brání se tím zneužití tohoto ustanovení. Tento paragraf se podle § 66 nevztahuje na počítačové programy. Jak může licence, ve smyslu tohoto zákona, omezovat nabyvatele práv je řečeno § 50. Dle tohoto paragrafu může být způsob užití díla omezen místně, časově i množstevně, zákon zde zároveň říká co se považuje za standard není-li uvedeno jinak. V následujícím paragrafu (51) je řečeno, že nestanoví-li licenční smlouva jinak, nesmí nabyvatel upravovat a měnit dílo, jeho název, ani autora, pokud se nedá předpokládat, že by autor s takovými změnami souhlasil. Paragraf 55 řeší stav zániku licence a na koho licence přechází v případě zániku právnické osoby či smrti fyzické osoby, zde lze obecně říci, že není-li stanoveno jinak, přechází na dědice resp. právního nástupce.
Ohledně licencí lze rozlišit dva základní typy a to licenci výhradní a nevýhradní, zjednodušeně lze říci, že nevýhradní licence umožňuje dále vykonávat veškerá práv spojených s dílem, taková licence nemusí mít písemnou formu. Naopak písemná forma je vyžadovaná u licence výhradní, ta autorovi neumožňuje dále vykonávat práva, k nimž udělil výhradní licenci. Další podrobnosti jsou stanoveny v § 47, dále je potřeba brát zřetel k občanskému zákoníku (zejména § 35, § 44), ale i některá ustanovení obchodního zákona a v některých případech i k dalším zákonům. Jedna z nejčastějších smluv, která má řadu specifik je licenční smlouva nakladatelská, některé specifické problémy, které z tohoto vztahu mohou vznikat, jsou rozvedeny v § 56.
Zákon pomocí tzv. bezúplatných zákonných licencí také řeší, za jakých okolností a kdo může omezit autorská práva (např. svoboda panoramatu), přičemž je velmi důležité, že zákon říká, že tak lze činit pouze v jím určených případech. Ty musí být vždy prováděny pouze v odůvodnitelné míře.
Do těchto licencí se řadí v první řadě citace (§ 31). Citace jsou umožněny Bernskou úmluvou (čl. 10 odst. 1 a 2), v jejímž duchu jsou definovány i v tomto zákoně. Citace se dělí na malé a velké, přičemž malé může ve svém díle užívat kdokoli, zatímco v určitých zákonem vymezených dílech (vědeckých, odborných, kritických nebo pro děl vyučovací účely) lze, pro objasnění jeho obsahu, použít i drobné dílo. K vědeckým a vyučovacím účelům lze použít i větší dílo. Vždy je nutné uvést autora, název díla, pramen a musí být zřetelně odlišena od díla. Ještě je třeba zmínit, že o tom, co je dílo vědecké, nerozhoduje jeho autor, ale forma jakou je psáno. Je pravděpodobné, že v této oblasti bude docházet ke změnám, neboť evropské právo (resp. právo EU) směřuje k jiným formulacím. Zajímavostí je, že v úpravě platné do 21. května 2006, nebyla zmíněna možnost užití ve smyslu § 18, která je od té doby uvedena v odstavci 2.
Dalším případem bezúplatné zákonné licence je tzv. katalogová licence, která umožňuje použít dílo, pro propagaci výstavy či prodeje, bez souhlasu autora (§ 32), i zde je nutno uvádět všechny náležitosti jako u citací.
Specifickým případem je užití díla umístěného na veřejném prostranství. Zde zákon jmenuje jakými způsoby (fotografie, film, atp.) může být takové dílo šířeno bez souhlasu autora, formy zde uvedené lze chápat taxativně. Rovněž v tomto případě je nutno uvádět náležitosti jako v předchozích případech.
U všech těchto tzv. bezúplatných zákonných licencí zůstávají nedotčena autorská osobnostní práva (především nezasahování do díla).
Po těchto obecných paragrafech jsou jmenovány případy, kdy se určitým lidem a organizacím umožňuje za určitých podmínek zasáhnout do autorských práv, ale právní konstrukcí těchto paragrafů to není jako zásah vnímáno. Jde především o úřední a zpravodajskou licenci (§ 34), zde zákonodárce dává v „odůvodnitelné míře“, právo užít díla k úřednímu účelu (a) a k účelu zpravodajství (b, c), písmenu c se lze vyhnout tím, že toto užití člověk zakáže. Paragraf 35 pak dává možnost za určitých podmínek používat díla školní, užívat díla pro školní účely, občanské a náboženské obřady. Dále pak vznikla tzv. knihovní licence, ta § 37 umožňuje archivu, knihovně, školskému zařízení atp. vytvořit kopii, kterou smí za určitých předpokladů i dále půjčovat. Půjčování je možné teprve od novelizace (č. 186/2006 Sb.) platné od 21. května 2006, dříve bylo možno takovou kopii zhotovit jen pro konzervační a archivní účely. Tento paragraf je nutno vidět ve světle několika dalších zákonů jako je např. knihovnický zákon (č. 257/2001 Sb.). Velmi důležitá jsou i ustanovení dalších odstavců, kde je definováno za jakých podmínek lze půjčovat audio a audiovizuální díla. Paragraf 38 umožňuje zhotovit kopii pro potřeby zdravotně postižených spoluobčanů, toto se však musí dít v rozsahu odpovídajícímu jejich postižení (Licence pro zdravotně postižené). Velmi důležitá věc je řešena § 38 písm. a), c), kde je řešena situace vznikající z technických záležitostí kolem počítačů, jedná se o prohlášení, že do autorského práva nezasahuje ten kdo náhodně nebo dočasně vytvoří elektronickou kopii, ovšem pouze za splnění té podmínky, že tato nemá samostatný hospodářský význam, nebo je součástí technologického postupu (tzv. Licence pro dočasné rozmnoženiny a nepodstatné vedlejší užití díla). V § 38 b je umožněno zhotovit fotografickou rozmnoženinu svého fotoportrétu, který byl zhotoven na objednávku, není-li smlouvou dáno jinak, může ji i nevýdělečně dále užívat (tzv. Licence pro fotografickou podobiznu). Dále je definována tzv. Licence k dílům užitého umění a dílům architektonickým a Licence pro sociální zařízení, která umožňuje nemocnicím, věznicím a obdobným zařízením využívat díla, které zhotoví záznamem vysílaných děl pro jejich potřeby. Tato licence neruší právo na odměnu autora dle § 25.
Dalším omezením je omezení autorského práva k databázi (§ 36), kde se toto vztahuje pouze na jejího oprávněného uživatele a zároveň se týká pouze stavu, kdy databázi používá pouze „za účelem přístupu k jejímu obsahu a pro běžné využívání jejího obsahu“. Toto vychází ze Směrnice 96/9/ES Evropského parlamentu a Rady EU. K databázím se samozřejmě vztahují i předchozí omezení, z databáze elektronické není možno pořizovat kopii pro vlastní použití.
Zvláštním druhem zákonné licence je tzv. úplatná zákonná licence, která se vztahuje k výkonným umělcům, je dána § 72 a definuje za jakých podmínek je a není možno užít jimi vytvořené dílo. Specifičnost těchto věcí je dána kolektivním správcem.
Bezúplatné zákonné licence platí i pro databáze a to ve smyslu § 92, kdy oprávněný uživatel její obsah využívá pro svou potřebu, vědecké nebo školní účely (nevýdělečně), nebo pro účely soudního řízení či veřejné bezpečnosti. Paragraf 94 pak odkazuje na ustanovení, která se týkají i databází. V některých situacích nastává tzn. kolektivní správa děl, která je řešena paragrafy 95–104, v těchto paragrafech je jsou popsány nejen případy, kdy je tato správa povinná (§ 96), ale i vzájemné vztahy z takovéto správy vyplývající (§ 100), princip kolektivního správce a smlouvy s tímto spojené (kolektivní a hromadné). Z této oblasti je patrně nejzajímavější § 104, kde jsou pravidla pro rozdělování odměn a § 103, který hovoří o možnostech, jak může ministerstvo kontrolovat kolektivní správce.
Specifickým druhem díla je zvukový záznam (§ 75) a audiovizuální dílo (§ 79), kdy práva výrobce takového záznamu definuje § 76 (resp. 80) a platnost předchozích paragrafů pak rekapituluje § 78 (resp. 82). Dále je stejným způsobem definován pojem vysílatel a vysílání (§ 83), čímž je míněno vysílání televizní a rozhlasové. Jejich práva jsou v § 84 a 86. U těchto případů se jedná o odkazy na paragrafy řešící problematiku práv obecněji, jde tedy o uzákonění faktu, že tato ustanovení se týkají také těchto specifických děl.
K databázi má majetková práva (§ 90) pořizovatel databáze a na tato práva je pohlíženo jako na práva převoditelná, tato práva jsou ve smyslu práv předchozí tj. její sdělování veřejnosti jakýmkoli způsobem, tj. smí zveřejnit i pouze její podstatnou část. Co se jednotlivých děl, z nichž je databáze složena, týká, tak práva a povinnosti autora jsou nedotčena (§ 105).

## Vymáhání práv
O tom, jak se autor může domáhat a jaké prostředky mu k tomu tento zákon dává, nás informuje paragraf 40 a 42, dále je (§ 41) definována možnost obrany majitele výhradních práv. Krajním případem, ke kterému může porušování Autorského zákona vést, je trestný čin popsaný v § 270 trestního zákoníku (40/2009 Sb.) a který vyjma propadnutí věci, zákazu činnosti nebo peněžitého trestu zná i trest odnětí svobody, který může za normálních okolností dosahovat až dvou let. Při naplnění kvalifikované skutkové podstaty může být uložen trest až osm let.

## Rozdělení zákona
Zákon samotný je rozdělen na dvanáct částí a je doplněn jednou přílohou, přičemž vlastní zákon je obsažen v první části, ostatní části pak obsahují změny jiných zákonů (části 2 až 10), zrušovací ustanovení (část 11) a účinnost (část 12). Příloha obsahuje Sazebník odměn při opětném prodeji originálu díla uměleckého a v souvislosti s rozmnožováním díla pro osobní potřebu.
Samotná první část je rozdělena podle logických kapitol na šest hlav, které jsou dále děleny na jednotlivé díly. Před první hlavou je umístěn § 1, který se nazývá předmět úpravy a informuje o tom co tento zákon ošetřuje. Po tomto vymezujícím paragrafu již začíná hlava I. Jedná se o základní a také nejdelší část zákona, která nese název Právo autorské a pojednává tedy o autorských právech. Je logicky dělena na sedm dílů a obsahuje 66 paragrafů. První díl (§ 2–4) se zabývá samotnými předměty autorského práva a definuje nám co je dílo (§ 2), věci vyjmuté z právní ochrany (§ 3) a v § 4 pak rozlišuje a definuje pojmy zveřejnění a vydání díla. Díl druhý (§ 5–8) se jmenuje autorství a vysvětluje pojmy jako autor, spoluautor, atp. Třetí díl je rozdělen na sedm oddílů a zabývá se samotnými právy (osobnostními i majetkovými) jejich vznikem, dobou jejich trvání, atd. Tento díl začíná § 9 a končí § 28. Díl čtvrtý je rozdělen na tři oddíly (§ 29–39) a zabývá se volným užitím a zákonnými volnými licencemi. Díl pátý (§ 40–45) hovoří o ochraně práv. Díl šestý má tři oddíly (§ 46–57) ve kterých jsou upraveny smluvní typy a jejich obecné možnosti. Hlava I končí sedmým dílem, který se zabývá zvláštními ustanoveními jednotlivých typů děl, jedná se o § 58–66.
Hlava II obsahuje pět dílů (§ 67–86), přičemž jejím námětem jsou práva souvisící s autorským právem. V prvním dílu (§ 67–74) lze najít většinu náležitostí ohledně výkonného umělce. Ve druhém dílu (§ 75–78) je popsáno právo výrobce ke zvukovému záznamu, díl třetí (§ 79–82) pak obsahuje prakticky totožná ustanovení pro audiovizuální díla. Díl čtvrtý (§ 83–86) se týká práv televizních a rozhlasových vysílatelů a díl pátý (§ 87) práva nakladatele.
Hlava III se týká výhradně databází a obsahuje § 88–94.
Hlava IV se zabývá výhradně kolektivní správou práv (§ 95–104).
Hlava V řeší paragrafem 105 souběh ochrany.
Hlava VI obsahuje přechodná a závěrečná ustanovení, tj. § 106 a 107.
Další části se zabývají změnami zákonů, které vznik tohoto zákona přinesl, jedenáctá část obsahuje zrušovací ustanovení a poslední, dvanáctá, část obsahuje účinnost. Poté je již pouze příloha.

## Novelizace
Zákon v původním znění byl účinný do 22. května 2005, kdy začala být účinná novela č. 81/2005 Sb., 22. března 2006 začala být účinná novela č. 61/2006 Sb, která platila do dne 21. května 2006, od kdy začala účinná č. 216/2006 Sb. jejíž platnost je do 31. prosince 2006. Poté vstoupila v účinnost č. 186/2006 Sb.

## Související právní dokumenty
K autorskému zákonu se vztahuje velké množství zákonů, mezinárodních smluv, které Česká republika ratifikovala, těmito dokumenty a organizacemi je ovlivněno české autorské právo, jeho působnost. Lze z nich odhadovat další vývoj a jsou nezbytné pro správné chápání jednotlivých aspektů autorského práva.

### Související právní předpisy
Související právní předpisy s autorským zákonem ČR v aktuálním konsolidovaném znění:
- Zákon č. 273/1993 Sb., o některých podmínkách výroby, šíření a archivování audiovizuálních děl
- Zákon č. 37/1995 Sb., o neperiodických publikacích
- Zákon č. 46/2000 Sb., o právech a povinnostech při vydávání periodického tisku a o změně některých dalších zákonů (tiskový zákon)
- Zákon č. 231/2001 Sb., o provozování rozhlasového a televizního vysílání; u tohoto zákona je podstatná pouze 1. až 8. a 15. část.
- Zákon č. 455/1991 Sb., o živnostenském podnikání; § 2 a 3; pro plné chápání důsledků autorského zákona je ustanovení § 3 odst. 1 písm. b) a c) klíčové, neboť (b) říká, že živnost není využívání výsledků duševní tvůrčí činnosti, chráněných zvláštními zákony, jejich původci nebo autory.
- Zákon č. 239/1992 o Státním fondu kultury České republiky
- Zákon č. 241/1992 Sb., o Státním fondu České republiky pro podporu a rozvoj české kinematografie
- Zákon č. 527/1990 Sb., o vynálezech, průmyslových vzorech a zlepšovacích návrzích
- Zákon č. 441/2003 Sb., o ochranných známkách
- Zákon č. 207/2000 Sb., o ochraně průmyslových vzorů a o změně zákona č. 527/1990 Sb., o vynálezech, průmyslových vzorech a zlepšovacích návrzích, ve znění pozdějších předpisů
- Zákon č. 143/2001 Sb., o ochraně hospodářské soutěže a o změně některých zákonů (zákon o ochraně hospodářské soutěže)
- Zákon č. 40/1995 Sb., o regulaci reklamy a o změně a doplnění zákona č. 468/1991 Sb., o provozování rozhlasového a televizního vysílání, ve znění pozdějších předpisů
- Zákon č. 237/1995 Sb., o hromadné správě autorských práv a práv autorskému právu příbuzných a o změně a doplnění některých zákonů
- Zákon č. 386/2000 Sb., Vyhláška Ministerstva kultury, kterou se zrušují některé vyhlášky Ministerstva kultury
- Zákon č. 500/2004 Sb., Správní řád
- Zákon č. 337/1992 Sb., o správě daní a poplatků
- Zákon č. 111/1998 Sb., o vysokých školách a o změně a doplnění dalších zákonů
- Zákon č. 231/2001 Sb., Zákon o provozování rozhlasového a televizního vysílání
- Zákon č. 257/2001 Sb., o jednotné soustavě knihoven (knihovnický zákon)
- Trestní zákoník (§ 270 a 271)

### Mezinárodní smlouvy, které jsou pro ČR závazné
- Bernská úmluva o ochraně literárních a uměleckých děl ze dne 9. září 1886, doplněná v Paříži dne 4. května 1896, revidovaná v Berlíně dne 13. listopadu 1908, doplněná v Bernu dne 20. března 1914 a revidovaná v Římě dne 2. června 1928, v Bruselu dne 26. června 1948, ve Stockholmu dne 14. července 1967 a v Paříži dne 24. července 1971 (Ve znění rozhodnutí Shromáždění Unie ze dne 28. září 1979). V ČR byla vydána jako vyhláška č. 133/1980 Sb., Vyhláška 133/1980 ve formátu PDF ji lze stáhnout zde, originální anglická verze. Zde je třeba dávat pozor, ne všechny státy přijali poslední revizi a pro některé je tak závazná některá z předchozích verzí. Pro ČR platí od 1. ledna 1993, dříve pro něj byla tato smlouva závazná v rámci Československa a to od 22. února 1921)
- Světová deklarace o duševním vlastnictví (WIPO/OMPI)
- Všeobecná úmluva o autorském právu uzavřená v Ženevě 6. září 1952 a revidovaná v Paříži 24. července 1971
- Úmluva o zřízení Světové organizace duševního vlastnictví (WIPO/OMPI) se sídlem v Ženevě (ČR je členem od 1. ledna 1993, předtím bylo členem v rámci Československa a to od 22. července 1970) (vyhláška č. 69/1975 Sb. ve znění vyhlášky č. 80/1985 Sb.)
- Mezinárodní úmluva o ochraně výkonných umělců, výrobců zvukových záznamů a rozhlasových a televizních organizací, uzavřená v Římě 26. 10. 1961[nedostupný zdroj] (Pro ČR platí od 1. ledna 1993, dříve pro něj byla tato smlouva závazná v rámci Československa a to od 14. srpna 1964), známa též jako Římská úmluva o autorském právu.
- Dohoda o zřízení světové obchodní organizace, jejíž přílohou 1C je Dohoda o obchodních aspektech práv k duševnímu vlastnictví, sjednaná v rámci Dohody o zřízení Světové obchodní organizace dne 15. dubna 1994 v Marrakéši (ČR od r. 1995). Známa též jako TRIPS (v ČR jako 191/1995 Sb.)
- Smlouva Světové organizace duševního vlastnictví (WIPO) o právu autorském; Ženeva 20. prosince 1996. Smlouva vstoupila v platnost dne 6. března 2002, pro ČR je závazná od počátku. Bývá označována též jako Smlouva SODV o právu autorském 33/2002 Sb.m.s.

S touto smlouvou je spojeno též Společné prohlášení k smlouvě SODV o právu autorském, přijaté diplomatickou konferencí dne 20. prosince 1996
- Smlouva Světové organizace duševního vlastnictví (WIPO) o výkonech výkonných umělců a o zvukových záznamech (Ženeva 1996). Smlouva vstoupila v platnost dne 20. května 2002, pro ČR je závazná od počátku.

S touto smlouvou je spojeno též Společné prohlášení k smlouvě SODV o výkonech výkonných umělců a o zvukových záznamech, přijaté diplomatickou konferencí dne 20. prosince 1996 (text je anglicko-český (pokaždé stránka v originále a pak přeložená stránka do češtiny) je v PDF, jedná se o smlouvu č. 48 Archivováno 27. 9. 2007 na Wayback Machine.)
- Úmluva o ochraně výrobců zvukových záznamů proti nedovolenému rozmnožování jejich zvukových záznamů sjednaná v Ženevě 29. října 1971
- Dohoda o obchodních vztazích mezi vládou ČSFR a vládou USA (158/1991 Sb.), tato dohoda ovlivnila některé aspekty autorského zákona, tato dohoda pozbyla platnosti 31. prosince 2004 a to na základě Dodatkového protokolu mezi Českou republikou a Spojenými státy americkými k Dohodě mezi Českou a Slovenskou Federativní Republikou a Spojenými státy americkými o vzájemné podpoře a ochraně investic

#### Směrnice EU
Evropského pojetí autorského práva se dotýká řada směrnic vydávaných EU, které nemají sice platnost zákona, nicméně se pokouší o obecné sladění zákonů členských států a promítají se tak do jednotlivých zákonů, ohledně autorského práva lze za nejdůležitější označit patrně tyto.
- Evropská dohoda zakládající přidružení mezi Českou republikou na jedné straně a Evropskými společenstvími a jejich členskými státy na straně druhé, která je známa též jako Evropská dohoda, ve sbírce zákonů vyšla jako 7/1995 Sb., zde jsou zajímavé články 67 – 70
- Směrnice rady ze dne 14. května 1991 o právní ochraně počítačových programů (91/250/EHS)
- Směrnice 96/9/ES Evropského parlamentu a Rady ze dne 11. března 1996 o právní ochraně databází (Úřední věstník Evropských společenství L 77, 27. března 1996, str. 20), na této stránce je odkaz na české znění ve formátu MS Word
- Na této stránce jsou shrnuty další důležité směrnice s odkazy na anglický originál i český překlad.
- Směrnice o určitých aspektech služeb informační společnosti, zejména elektronického obchodu, na vnitřním trhu, tzv. Směrnice o elektronickém obchodu v anglickém znění, ve formátu PDF
- Směrnice o autorském právu, tj. Směrnice o harmonizaci určitých aspektů autorského práva a práv souvisejících v informační společnosti v anglickém znění, ve formátu PDF
- Směrnice Rady 91/250/EHS ze dne 14. května 1991 o právní ochraně počítačových programů.
- Směrnice Rady 92/100/EHS ze dne 19. listopadu 1992 o právu na pronájem a půjčování a o některých právech v oblasti duševního vlastnictví souvisejících s právem autorským, v platném znění.
- Směrnice Rady 93/83/EHS ze dne 27. září 1993 o koordinaci určitých předpisů týkajících se práva autorského a práv s ním souvisejících při družicovém vysílání a kabelovém přenosu.
- Směrnice Rady 93/98/EHS ze dne 29. října 1993 o harmonizaci doby ochrany práva autorského a určitých práv s ním souvisejících, v platném znění.
- Směrnice Evropského parlamentu a Rady 96/9/ES ze dne 11. března 1996 o právní ochraně databází.
- Směrnice Evropského parlamentu a Rady 2001/29/ES ze dne 22. května 2001 o harmonizaci určitých aspektů práva autorského a práv s ním souvisejících v informační společnosti.
- Směrnice Evropského parlamentu a Rady 2001/84/ES ze dne 27. září 2001 o právu na opětný prodej ve prospěch autora originálu uměleckého díla.
- Směrnice Evropského parlamentu a Rady 2004/48/ES ze dne 29. dubna 2004 o dodržování práv duševního vlastnictví.

## Zajímavosti
- Na Absurditu roku 2014 byl nominován požadavek autorského zákona, který vyžaduje, aby interpret minimálně dvacet dní před vystoupením zaslal pořadateli seznam hraných skladeb a pořadatel tento seznam minimálně deset dní před vystoupením zaslal ochráncům autorských práv. To totiž komplikuje např. hraní písniček na přání.[1]